# Arenivaga tonkawa
Arenivaga tonkawa är en kackerlacksart som beskrevs av Morgan Hebard 1920. Arenivaga tonkawa ingår i släktet Arenivaga och familjen Polyphagidae. Inga underarter finns listade i Catalogue of Life.